# تپه دارابسر
تپه دارابسر مربوط به دوره اشکانیان است و در غرب بوکان واقع شده و این اثر در تاریخ ۱۶ دی ۱۳۴۵ با شمارهٔ ثبت ۵۷۵ به‌عنوان یکی از آثار ملی ایران به ثبت رسیده است.